# Unterreumtengrün
Unterreumtengrün ist die nördliche Ortslage der einst selbständigen Gemeinde Reumtengrün im Vogtland. Als ehemaliger Ortsteil Reumtengrüns wurde der Ort 1994 nach Auerbach eingemeindet. 1875 wurde der Ort ohne weitere Angaben im Ortsregister des Königreiches Sachsen aufgeführt.

## Belege
1. ↑  'Alphabetisches Taschenbuch sämmtlicher im Königreiche Sachsen belegenen Ortschaften und der besonders benannten Wohnplätze : mit Angabe der politischen Gemeinden, der Amtsgerichte, der Landgerichte, der Kreishauptmannschaften, der Amtshauptmannschaften und der Gendarmerie-Bezirke, der Gebäude- und Einwohnerzahlen am 1. Dezember 1875, sowie der Postbestellanstalten' - Digitalisat | MDZ. S. 229, abgerufen am 16. Februar 2023.